# Палестра

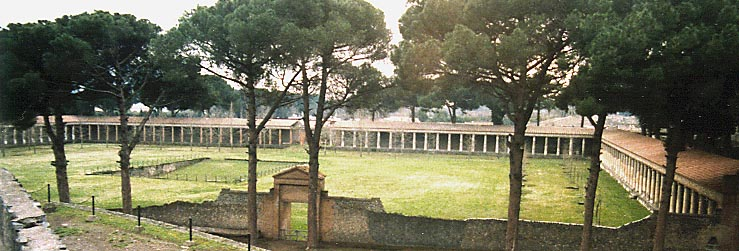
Палестра, Помпеї

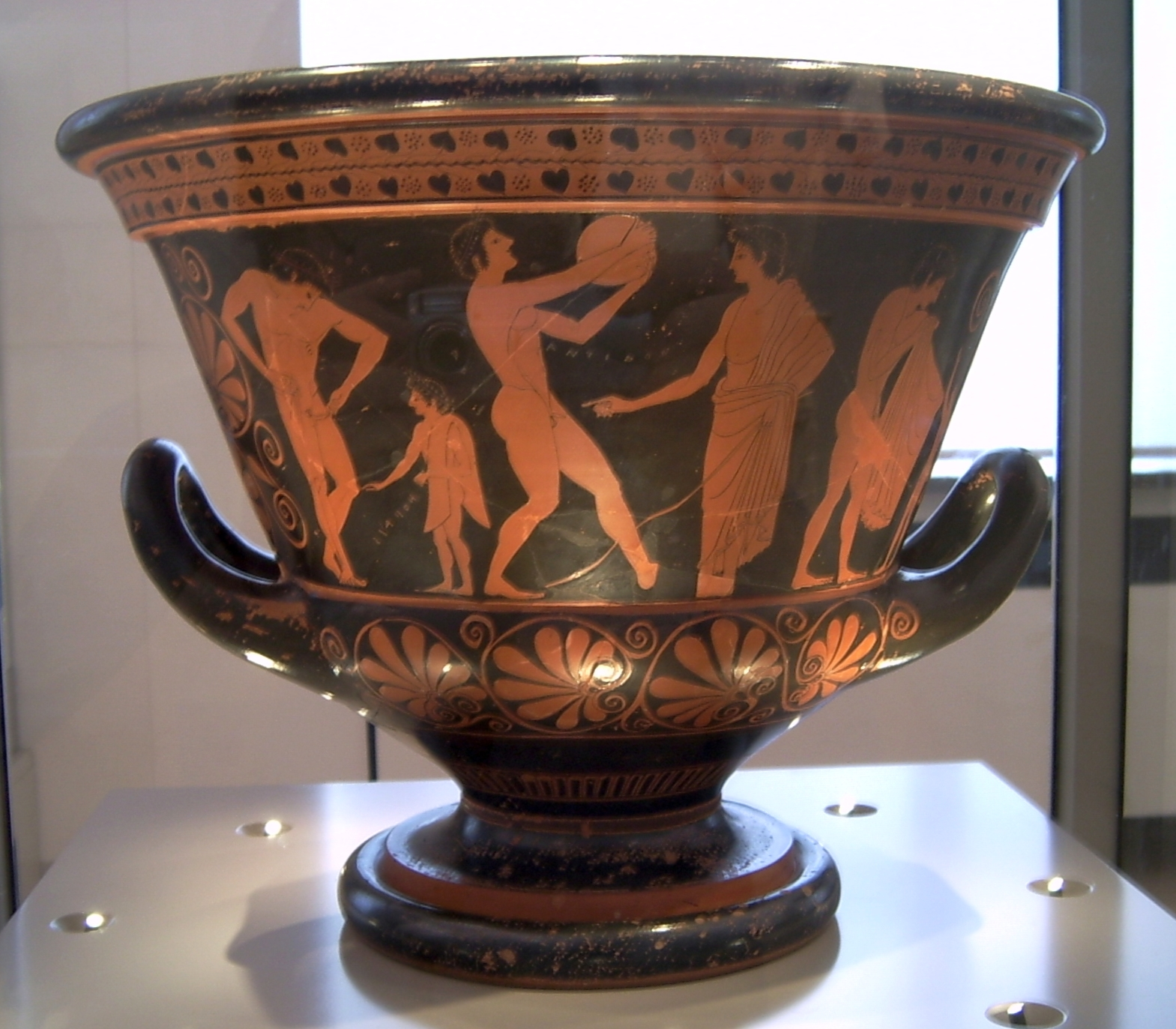
Кратер із зображенням спортсмена при підготовці до змагань в палестрі. Приписується вазописцю Ефрону. Близько 510- 500 до н.е. Античне зібрання. Берлін

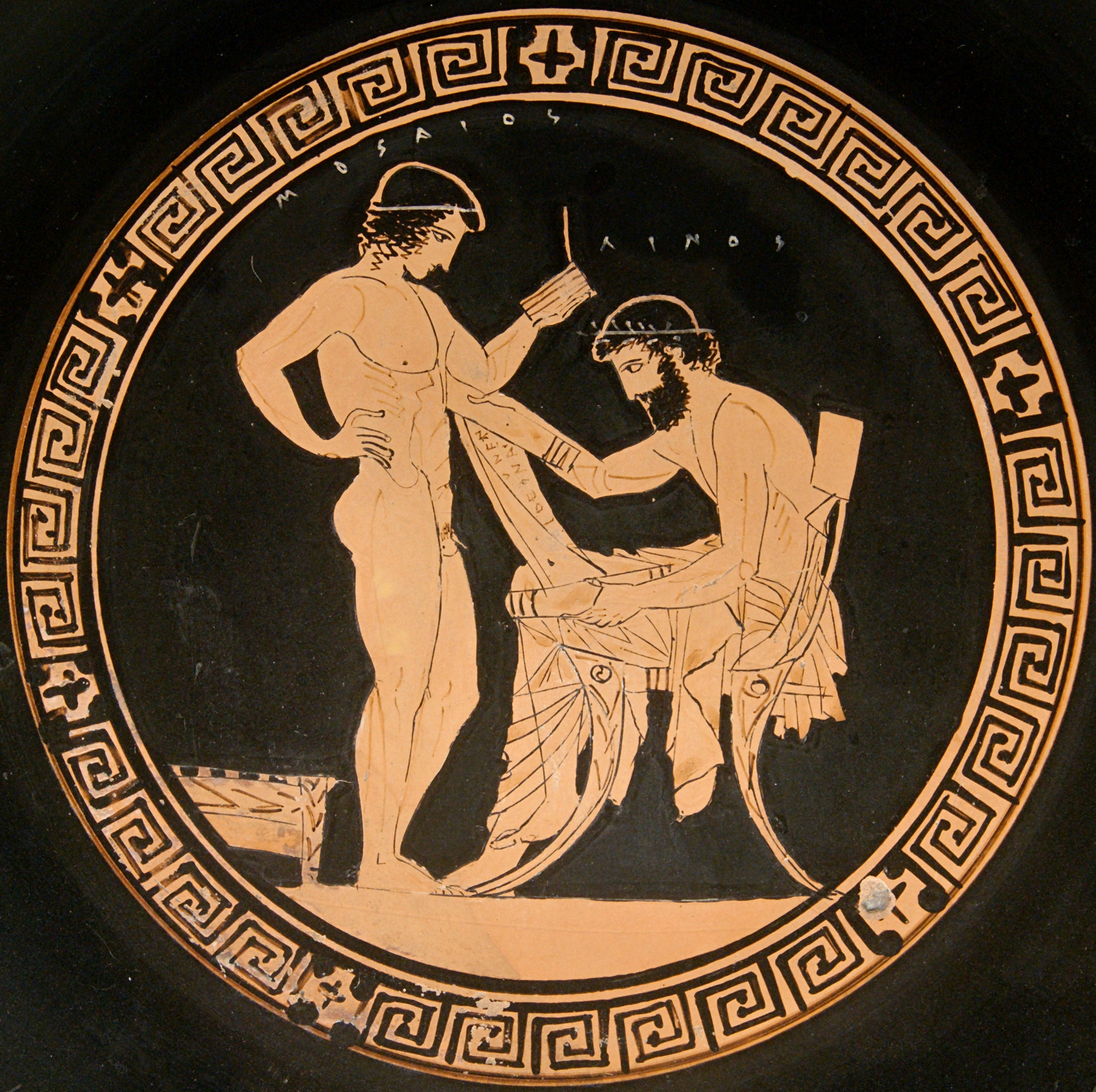
Лін (праворуч) та Мусей (ліворуч) у палестрі. Тондо червонофігурного килика. Вазописець Еретрії. Бл. 440-435 до н. е.

Палестра (грец. Παλαίστρα) — за одним із значень, приватна гімнастична школа у Стародавній Греції, де займалися хлопчики з 12 до 16 років, за іншим — призначена для фізичних вправ частина гімнасію чи лазні. 

## Палестра як освітній заклад
Програма навчання в палестрі включала біг, боротьбу, стрибки, метання списа і диска (так звана система п'ятиборства), гімнастичні вправи, плавання. Як правило, палестри, у яких навчали бігу, були більшими, ніж ті де займались лише боротьбою. Вчителі боротьби повинні були навчати головним чином практичних прийомів, повне ж знайомство з атлетичними прийомами хлопці отримували під керівництвом професійних грец. γυμνασταί, які були вченими фахівцями гімнастики у зв'язку з фізіологією. Хлопчиків також учили красивій ході, давали зовнішню виправку і манери.
При Солоні школи гімнастики повинні були відкриватися не раніше сходу сонця і закриватися не пізніше заходу. Дорослим було заборонено відвідувати палестри, хоча згодом ця заборона на практиці обходилася.  
Як установа приватна, палестра була у віданні приватної особи, по імені якої вона називалася: Палестра Таврея, Тімея, Сибіртія.
Палестри мали відкриті майданчики, бігові доріжки, гімнастичні зали, басейни. Поряд з кімнатами, де відбувалася боротьба, облаштовували приміщення для натирання тіла олією, посипання його піском, обмивань. Підлога в палестрах була гладка і рівна.

## Палестра як споруда
В еліністичні та римські часи палестрами стали називати призначені для фізичних вправ частини великих лазень або асоційовані з ними споруди. Вітрувій, який писав у другій половині 1 століття до н.е., залишив опис типової палестри (підкресливши, що звичай облаштовувати їх властивий грекам, а не римлянам). За ним це були квадратні або довгасті перистильні (оточені колонадою по периметру) майданчики, причому один з чотирьох портиків намагались робити подвійним для захисту від сильного дощу. За простими портиками розташовувались екседри, де могли вести бесіди філософи, ритори та інші любителі мистецтв, тоді як за подвійним портиком зокрема крились елементи лазень. 